# Xavier Báez
Xavier Iván Báez Gamiño est un footballeur mexicain né le 22 juillet 1987 à Reynosa. Il joue au poste de milieu défensif.
Xavier Báez atteint la finale de la Copa Libertadores 2010 avec le club des Chivas de Guadalajara.

## Palmarès
- Finaliste de la Copa Libertadores 2010 avec les Chivas de Guadalajara